# 浅香年木
浅香 年木（あさか　としき、1934年3月6日 - 1987年4月25日）は、日本の歴史学者。

## 経歴
金沢市生まれ。1956年、金沢大学法文学部卒業。
高校教師を経て、1965年に国立石川工業高等専門学校講師、1971年に助教授、1980年に教授。1987年金沢女子大学教授。
日本古代・中世の手工業史と北陸地域史研究を専門とした。
1979年に「北陸古代史の研究」により、明治大学から文学博士の学位を授与される。

## 著作・論文
- CiNii Books
- CiNii Articles